# Elatostema lasiocephalum
Elatostema lasiocephalum är en nässelväxtart som beskrevs av Wen Tsai Wang. Elatostema lasiocephalum ingår i släktet Elatostema och familjen nässelväxter. Inga underarter finns listade i Catalogue of Life.